# بخش ساگ‌مور هیلز (شهرستان سومیت، اوهایو)
بخش ساگ‌مور هیلز (به انگلیسی: Sagamore Hills Township) یک منطقهٔ مسکونی در ایالات متحده آمریکا است که در شهرستان سامیت، اوهایو واقع شده‌است.
 بخش ساگ‌مور هیلز ۲۹٫۳ کیلومتر مربع مساحت و ۹٬۳۴۰ نفر جمعیت دارد و ۲۸۴ متر بالاتر از سطح دریا واقع شده‌است.